# 暗能量星

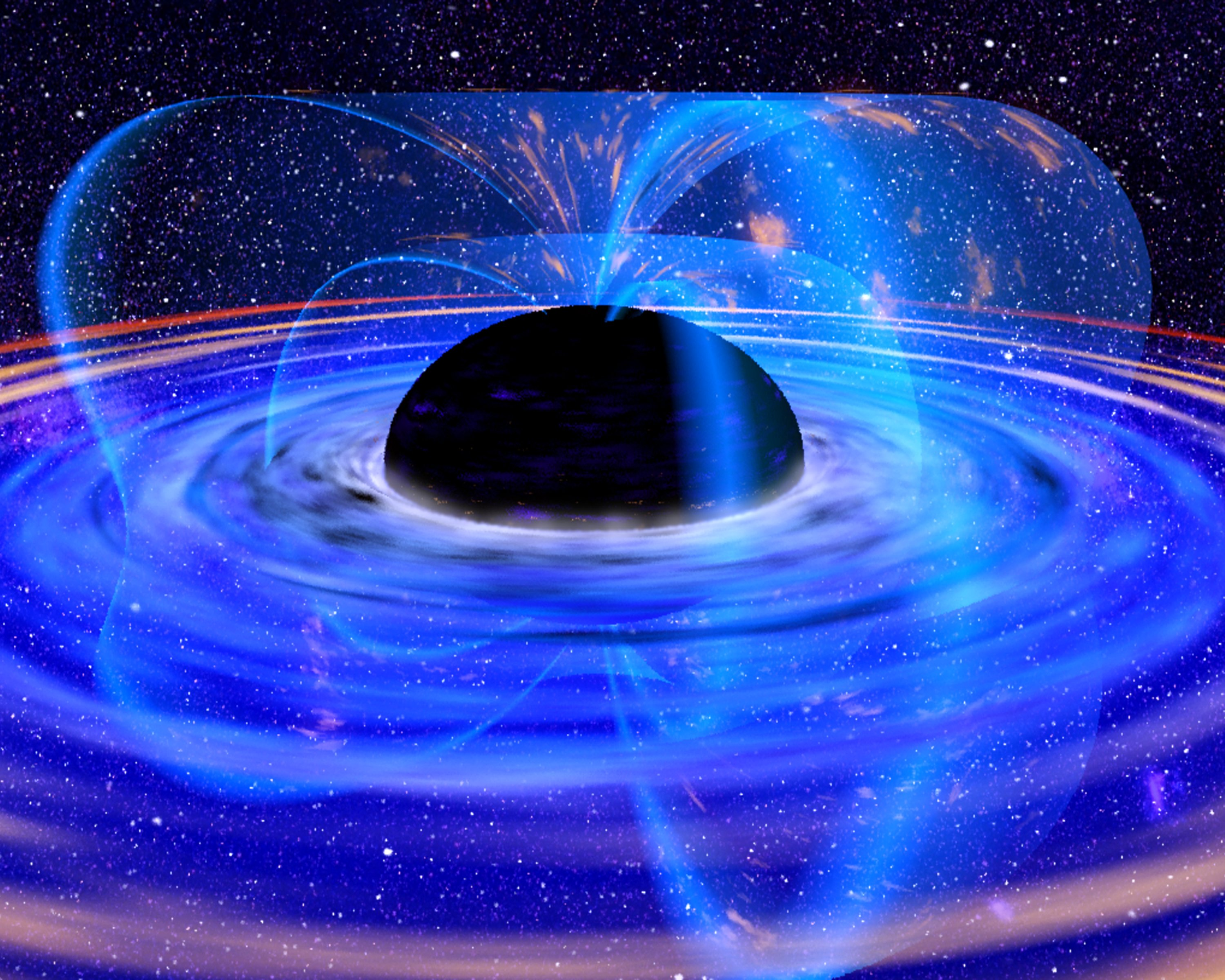
黑洞其實是暗能量星？

暗能量星是一種假想的天體，是2005年喬治查·普林提出的理論，他認為黑洞並不存在，而目前發現類似黑洞的現象是暗能量星的作為，一般來說，黑洞是由巨大質量的天體塌縮而成的，而黑洞的中心有一個奇異點，任何東西到黑洞裡都會到奇異點然後完全的毀滅，任何相關的資訊都會消失，但是量子力學不容許資訊憑空消失的行為。廣義相對論中有提到，當一個東西到黑洞的視界時，相對它的時間就會停止，也就是說，對一個旁觀者來說，任何掉進黑洞的物體都會停在在黑洞的視界，而量子力學也不容許時間停止的行為。在解決這兩個物理佯謬時，科學家受到與此問題不相關的另一類物理現象的啟發，那就是超導晶體越過量子臨界點時，出現了一些怪異的行為，像是它們的電子自旋逐漸趨於緩慢，就像是時間停止一樣，這跟物體到了黑洞的事件視界一樣，而且沒有觸犯量子力學，而如果在恆星表面發生了這種現象，它將使時間慢下來而形成一種臨界層，此表面的行為確實類似於黑洞的視界。根據喬治查·普林的理論當巨大質量的恆星坍塌時，會形成類似上述的臨界層，而它的大小就決定於星體的質量，而星體的質量就會變成巨大的真空能量（這就是暗能量星的名字由來），喬治查·普林相信，在臨界層的夸克會衰變成正電子和伽馬射線，這也可以解釋星系中心的強大的正電子和伽馬射線源（一般認為星系中心有巨大的黑洞）。